# Decaborano
Il decaborano è il borano con formula B10H14. In condizioni standard è un solido cristallino bianco. È uno dei principali idruri cluster del boro, importante per la sua struttura e come precursore di altri idruri di boro.

## Nomenclatura
Nella nomenclatura IUPAC dei borani, B10H14 si chiama decaborano(14), dato che il numero di atomi di boro si indica con il prefisso, e il numero di idrogeni si indica tra parentesi in numeri romani.

## Proprietà fisiche
B10H14 è un solido cristallino bianco, diamagnetico, con il caratteristico odore forte, tipico dei borani, descritto a volte come di muffa o amaro, simile al cioccolato. Le sue caratteristiche fisiche assomigliano a quelle di composti organici come naftalene e antracene, nel senso che può essere sublimato sotto vuoto a temperatura moderata. Il più comune metodo di purificazione è la sublimazione. Come i composti organici è molto infiammabile, e brucia con una fiamma verde, come altri idruri del boro. In aria umida è stabile, ma si idrolizza in acqua bollente, liberando idrogeno e formando una soluzione di acido borico. È solubile in acqua fredda e in vari solventi apolari o moderatamente polari.

## Struttura
In B10H14 i dieci atomi di boro sono legati tra loro e formano una struttura che assomiglia ad un ottadecaedro (solido con diciotto facce) incompleto. Ogni atomo di boro ha un idrogeno "radiale", e i quattro atomi di boro vicini all'apertura del cluster hanno anche gli altri quattro idrogeni legati a ponte. Nella terminologia della chimica dei cluster, questa struttura è detta "nido".

## Sintesi
Il B10H14 è di solito sintetizzato per pirolisi di cluster idruri di boro più piccoli. Ad esempio, si ottiene decaborano per riscaldamento di B2H6 o B5H9, con eliminazione di idrogeno.

## Reattività
B10H14 è un solido stabile all'aria, ma facilmente infiammabile. Può dar luogo a vari tipi di reazioni.
B10H14 reagisce con basi di Lewis come CH3CN e Me2S, per dare derivati di formula B10H12•2L.
B10H14  +  2L  →  B10H12L2 +  H2
Queste specie, classificate come cluster "aracno", reagiscono a loro volta con acetilene per formare orto-carborani con struttura "closo":
B10H12•2L  +  C2H2  →  C2B10H12  +  2L  +  H2
B10H14 è un acido di Brønsted debole. Perdendo un protone si forma l'anione [B10H13]–, anch'esso con struttura "nido". In condizioni più drastiche si può rimuovere un secondo protone formando la specie [B10H12]2– che può agire da legante bidentato, come ad esempio in [Zn(B10H12)]2–.
B10H14 può essere ridotto con metalli alcalini per formare l'anione 
[B10H14]2–, con struttura "aracno" come i derivati B10H12•2L.
B10H14, se combinato con acido nitrico HNO3, reagisce in modo fortemente esplosivo dopo alcuni secondi dall'aggiunta di quest'ultimo. 

## Applicazioni
B10H14 è disponibile in commercio per scopi di ricerca. Non ha trovato applicazioni a livello industriale, anche se è stato studiato in vista di molteplici impieghi, ad esempio come possibile additivo per propellenti per razzi.

## Sicurezza
Come tutti i borani, anche B10H14 è facilmente infiammabile, ed è molto tossico per inalazione, ingestione e per contatto con la pelle. Non ci sono dati sulle eventuali proprietà cancerogene.